# 北京中路

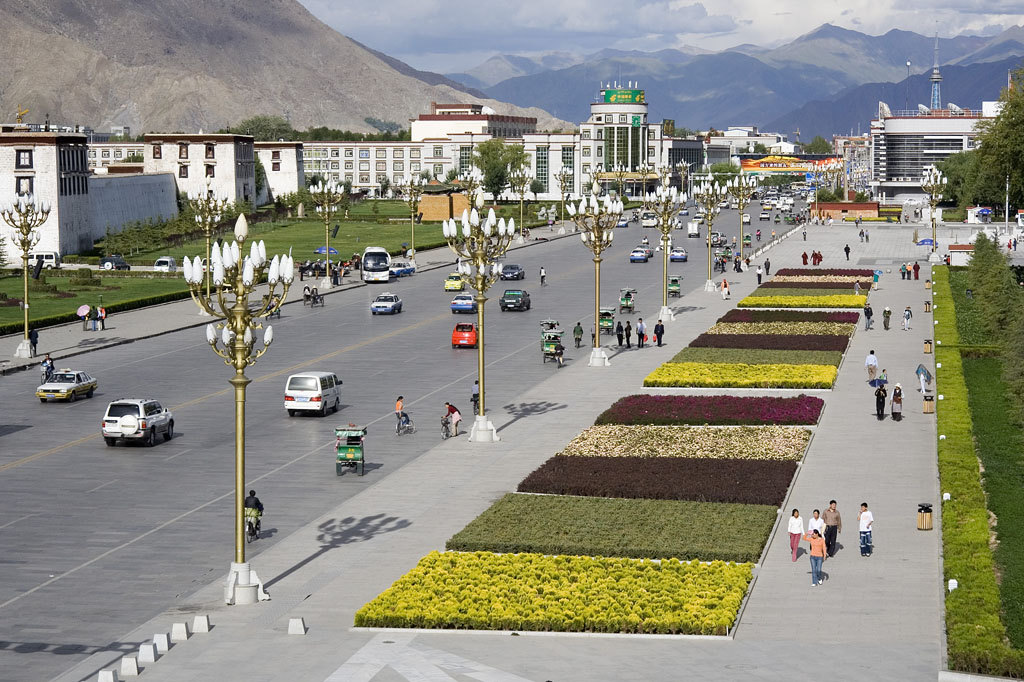
路边铺满绿地的北京中路

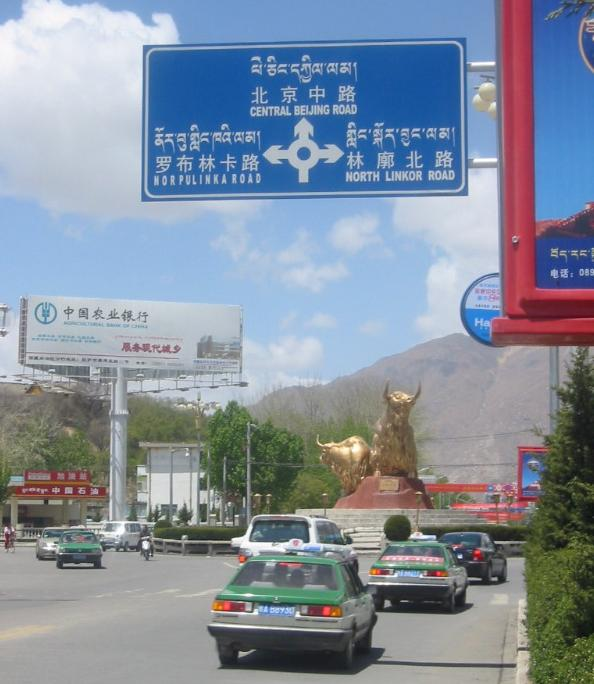
2004年北京中路与罗布林卡路和林廓北路的交汇处。金色的雕塑是高原之宝

北京中路（藏語：པེ་ཅིང་དཀྱིལ་ལམ་，威利转写：pe cing dkyil lam）是中国西藏自治区拉萨市城关区的一条主要东西向道路。

## 简介
1994年7月，中央第三次西藏工作座谈会确定了北京市、江苏省对口支援拉萨市。此后仅仅六年时间内，北京市、江苏省便已经先后为拉萨市援建了许多工程。其中，北京市投资254万元人民币，无偿为拉萨市援建了北京中路西段改造工程。